# Pécsi magasház
A pécsi magasház (más néven huszonöt-emeletes) 84 méteres magasságával Magyarország legmagasabb lakóháza volt. A város Szigeti negyedében, a Szigeti út és Hungária utca találkozásánál, a Hungária utca 53. szám alatt helyezkedett el. Építését a Baranya Megyei Állami Építőipari Vállalat 1974-ben kezdte meg, a kész épületet 1976-ban adták át. A házban összesen 250 db egy-, illetve másfél szobás lakást alakítottak ki. Az építési technológia hibája miatt 1989-re a ház életveszélyessé vált, lakóit kiköltöztették. A 25 szintes panelház ezután bekerült a Guinness Rekordok Könyvébe is Közép-Európa legmagasabb lakatlan egykori lakóépületeként. Az épületet többször is fel akarták újítani, például szállodának, de a tervek mind meghiúsultak, emiatt az 27 éven át egyre csak pusztult, míg végül a lebontása mellett döntöttek, ami 2016 tavaszán kezdődött meg és a felszíni munkálatokkal együtt október közepén fejeződött be.

## Története

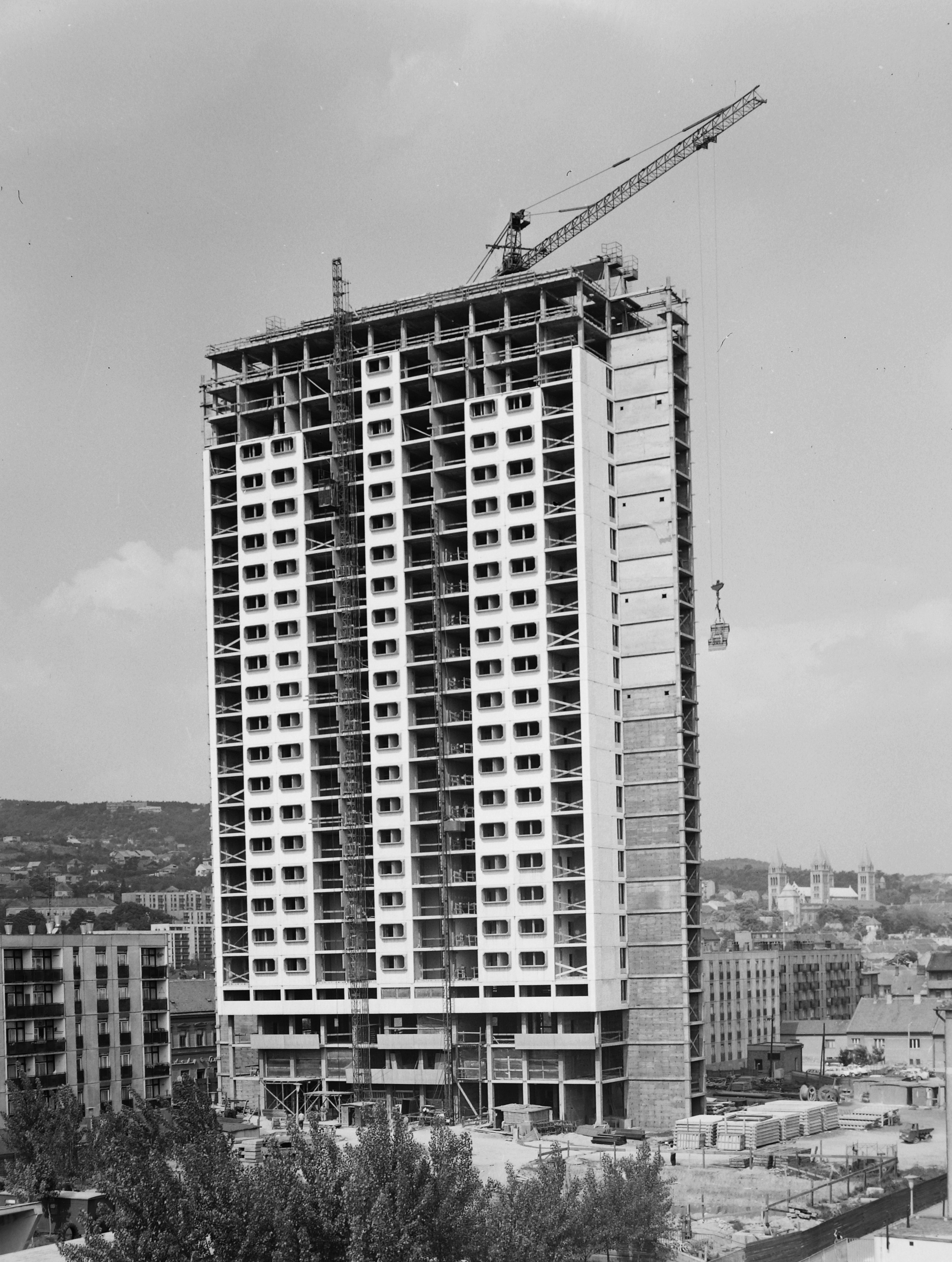
A Magasház építése 1975-ben

Az építkezés 1974-ben kezdődött el és 1976-ra adták át a kész épületet, amikor az első lakók is beköltöztek.
Az épület vasbeton szerkezetét IMS jugoszláv utófeszített technológiával építették. Magyarországon az 1970-es évek elején alkalmazták százas nagyságrendben ezt a rendszert lakó- és középületek szerkezetépítésére. Az ilyen technológiával készült házak előre gyártott vasbeton födémlemezekből és vázoszlopokból álltak, amelyeknek a szerkezeti kapcsolatát utófeszítéssel oldották meg. A feszítőpászmák és a beton közti réseket a rendszer előírása szerinti tömítőpasztával tömítették. Ez a nevezetes „PU paszta” kloridos korróziót okozott, ami a feszítőpászmákat károsította. Emiatt a ház 1989-re életveszélyessé vált, a lakókat 1990 márciusáig kiköltöztették onnan. Jugoszláviában használtak ehhez a pasztához pluszban egy inhibítor nevű anyagot is, amit nagyon kis mennyiségben kellett hozzáadni a PU-pasztához, és ez megakadályozta a kloridion vándorlását. Az egész Magasháznál csupán egy vödörnyi kellett volna ebből az anyagból, de ez kimaradt. Jugoszláviában, ahová a PU-paszta bekerült, ott vékony, 1 mm-es műanyaglemezzel elválasztották a pasztát a feszítő acélbetétektől, amin a kloridion nem tudott átjutni, következésképpen nem következett be a korrózió.
Az épülettel ezután több, mint tíz évig semmi nem történt, ez idő alatt az tovább pusztult, miközben minden mozdíthatót kiloptak belőle, vagy épp hajléktalanok húzták meg magukat benne.
1993-ban az önkormányzat a felújítás reményében az épületet ingyen átadta az osztrák IMMO Kft.-nek. Az ügylet részeként a közeli játszótér is a befektetőké lett, hogy mélygarázst építsenek alá. 1995-ben már építési engedély is volt, ám a játszóteret övező lakossági tiltakozások miatt ezt megfellebbezték és 1998-ban el is utasították. Közben 1997-ben a játszóteret tartalmazó telket eladta a befektető, majd az IMMO Kft.-t is eladta a Baranyagaszt Rt.-nek.
2003-ban az önkormányzat 360 millió forint értékben végzett szerkezeti megerősítési munkákat a tulajdonába visszakerült házon. A város egy osztrák vállalkozásnak, a Porr Hungária Kft.-nek adta el az épületet azzal a céllal, hogy az PPP program keretében egyetemi központtá és kollégiummá alakítsa át. A cég azonban 2007-ben visszalépett a megállapodástól.
2007 őszén a város – sikertelenül – egy központi önkormányzati irodaépületre írt ki tendert. 2008 januárjában ismét az épület eladása került napirendre, 410 millió forintos limitárral. 2008. június 26-án sikerült eladni a Grupo Milton nevű „spanyol”-magyar cég leányvállalatának, a La Torre 2008 Kft.-nek, mely az évek során jelentős tartozást halmozott fel.
Mivel 2011-ig nem történt előrelépés a hasznosításban, felmerült, hogy az Öresund Holding megvásárolja az épületet, 2012 első felében lebontatja és helyén önkormányzati központot építtet, amit Pécs város 30 évre kibérel.
2013. április 25-én Pécsett tartott kihelyezett ülést a második Orbán-kormány. Ezen Orbán Viktor miniszterelnök ígéretet tett Páva Zsolt polgármesternek, hogy amennyiben a város megszerzi az épület tulajdonjogát, az állam átvállalja a kb. egymilliárd forintos bontási költséget.
2013. október 4-én Hosszú Zoltán Dénesné 76 éves pécsi nyugdíjas vásárolta meg a La Torre 2008 Kft-t, a  Komárom-Esztergom megyei bíróság pedig október 16-án elrendelte a cég felszámolását.
2013. október 22-én a Baranyai Megyei Kormányhivatal elrendelte az épület lebontását, fél évet adva a tulajdonosnak a munkálatok elvégzésére.
A bontás 2016 tavaszán kezdődött. Az épület egységdarabjainak szétválasztása után azokat egy toronydaru segítségével emelték le, majd szállították el, valamint az épület kellően alacsonnyá válása után egy bontógémmel felszerelt markológép közreműködésével is bontottak. A bontási munkálatokkal az év októberére végeztek. Az épület fokozatos eltűnéséről Csaba Imre által felvett time-lapse videó is készült.
2019 augusztusában kezdődött meg a terület parkosítása, mely 2020 januárjáig tartott. A Magasház helyén épült közparkot és játszóteret 2020 márciusában adták át.

### Történetének rövid összefoglalója
- 1974: az építkezés kezdete
- 1976: beköltöznek az első lakók

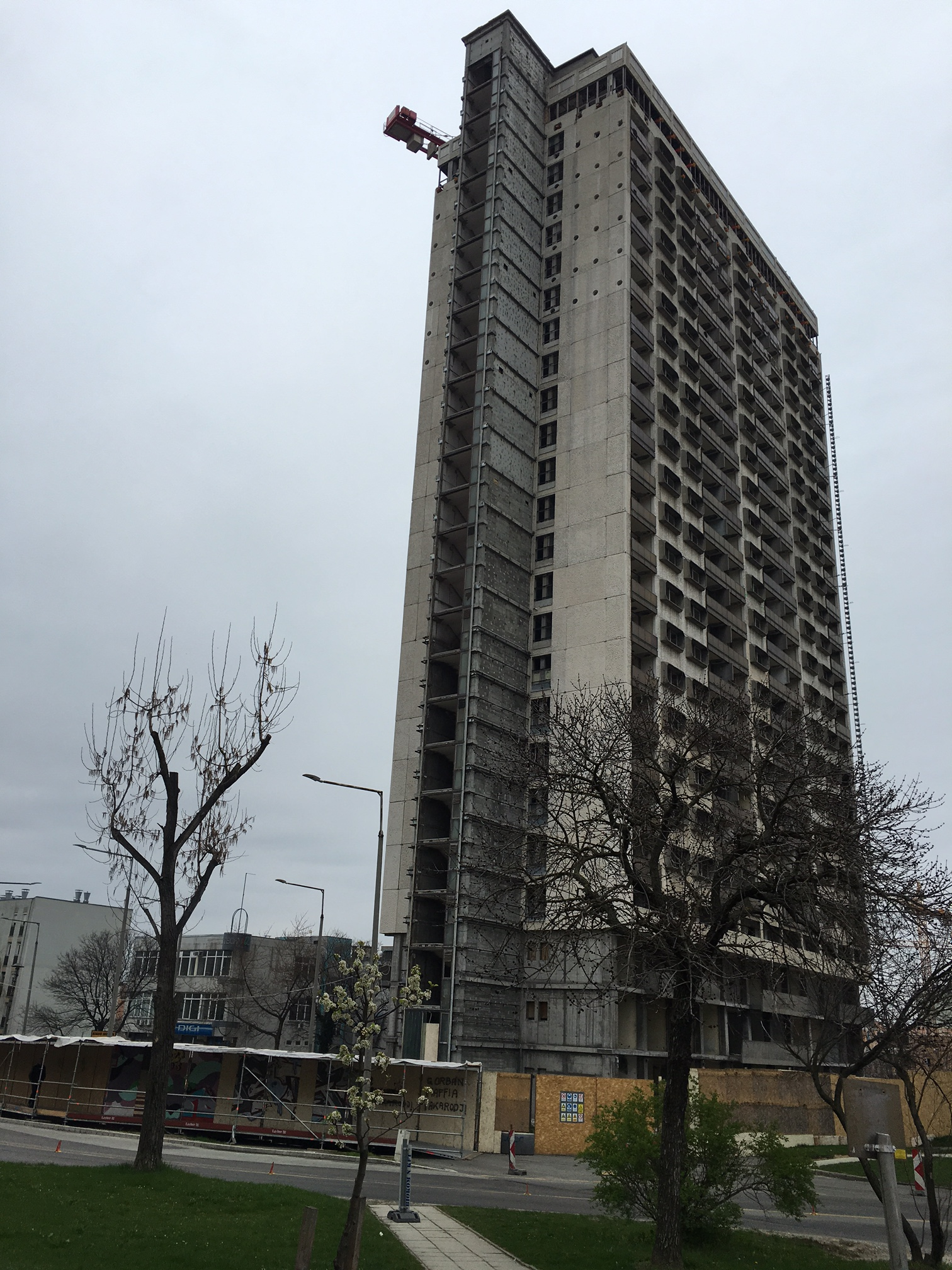
Kezdődik a bontás. Az épület tetején látszik a lebontáshoz használatos toronydaru (2016. március 25.)

- 1983: a korrózió nyomainak első észlelése egy vizsgálat során
- 1988: egy átfogó vizsgálat keretében a házat életveszélyesnek nyilvánítják
- 1989: kiköltöznek a lakók
- 2003: 360 millió forintos költséggel megerősítik a vázszerkezetet
- 2007: a Porr Hungária Kft. visszaadja a városnak a házat
- 2008: a spanyol Milton-csoport veszi meg az épületet
- 2013: kiadják a bontási nyilatkozatot
- 2015: szeptemberben a kormány határoz a bontási költségek folyósításáról az önkormányzat részére (1 milliárd 256 millió forint)
- 2015: év végén már folynak a bontási előkészületek: zajlik a védőzóna kialakítása és az ideiglenes elkerülő útszakasz megépítése
- 2016. február 29-én megkezdődik a bontáshoz használandó toronydaru felállítása
- 2016. március 25-én megkezdődik az építési törmelék elszállítása[13]
- 2016. október közepére teljesen lebontották az épületet.

## Műszaki adatok
A 25 szintes panelház bekerült a Guinness Rekordok Könyvebe is Közép-Európa legmagasabb lakatlan épületeként. Ez 80 méter magasságot jelent.
Az épületben négy lépcsőház volt kialakítva, négy lifttel.

## Érdekesség
A Kisváros 102., Kaland Tunéziában című epizódja részben az épületben játszódik.

## Képgaléria

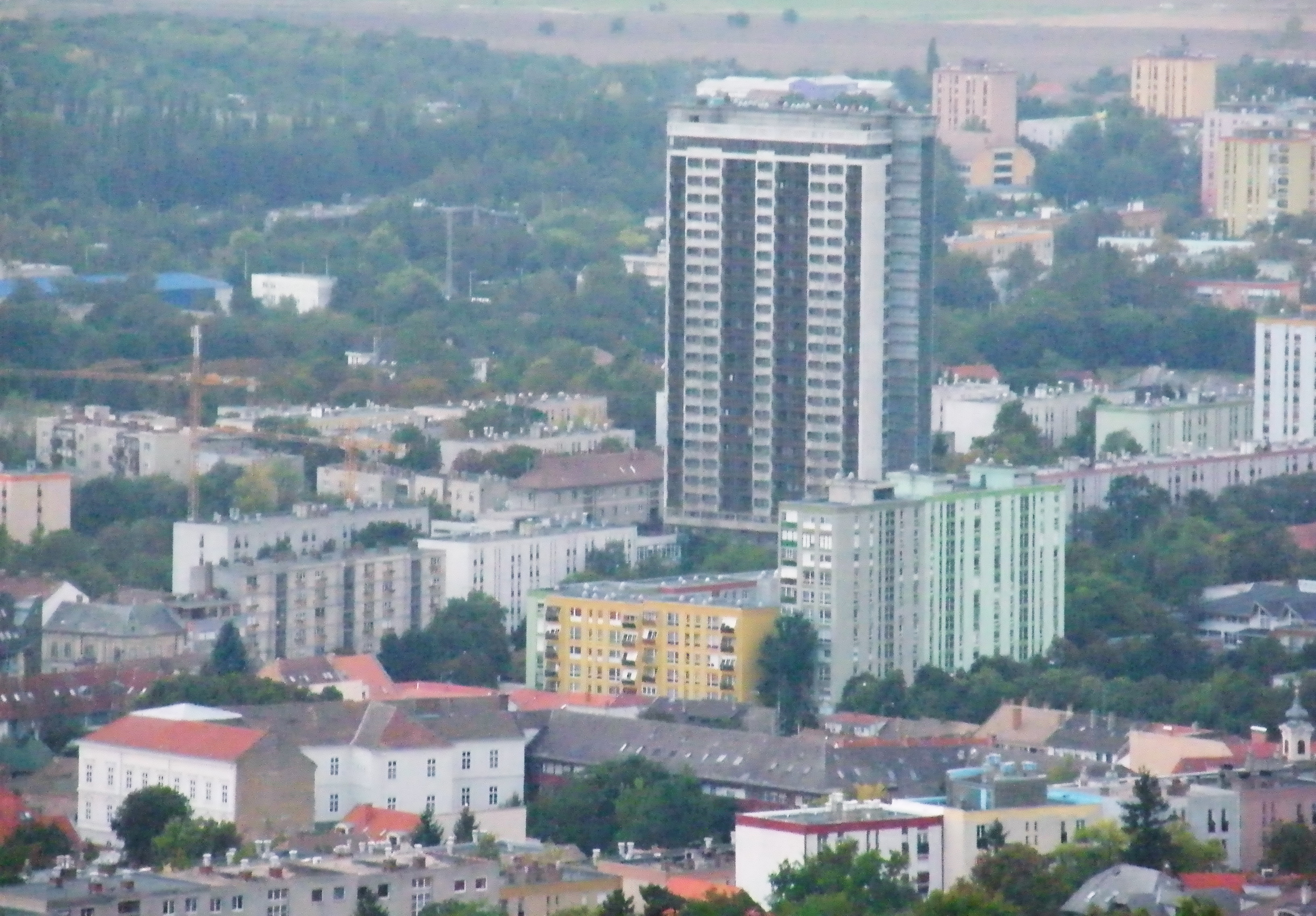
A 80 méteres óriás mellett eltörpültek a város egyéb épületei
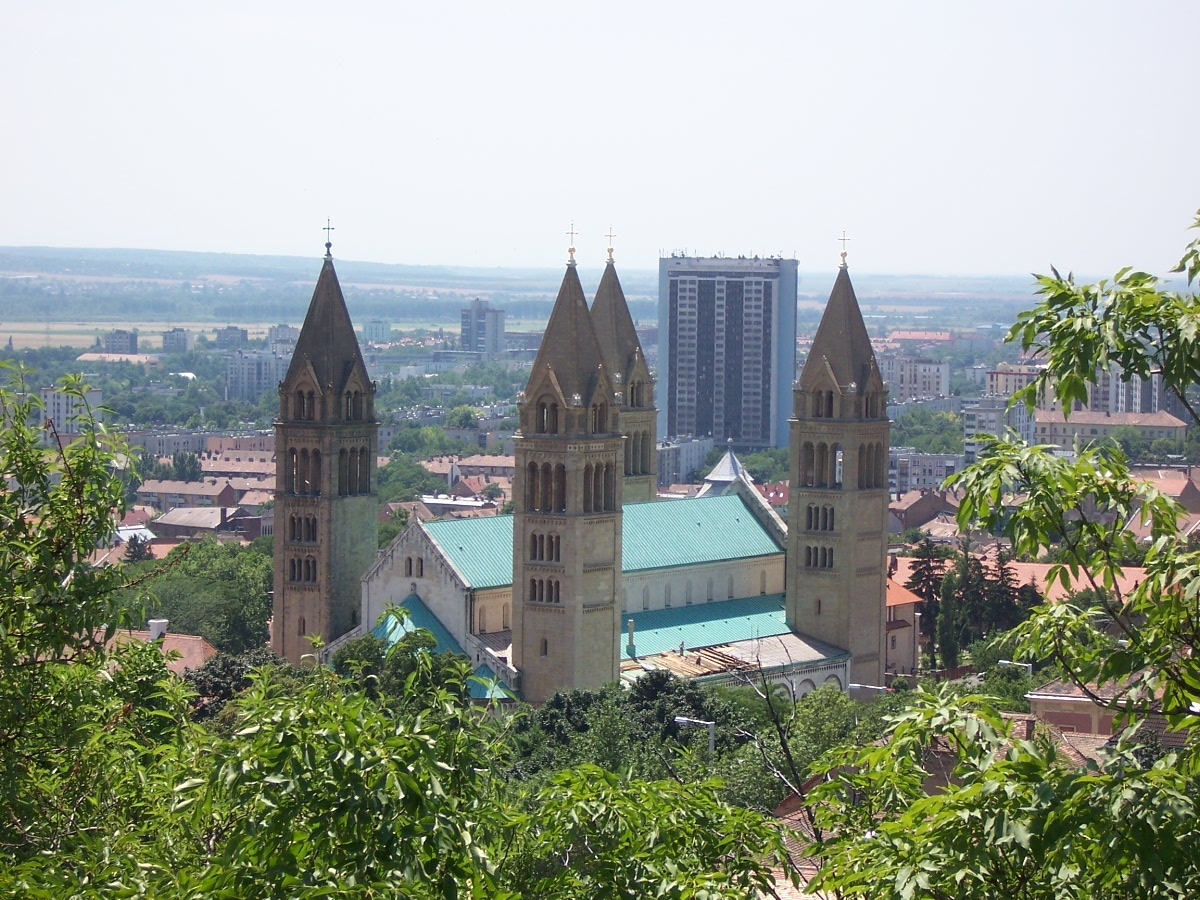
A magasház a Pécsi székesegyház tornyai között
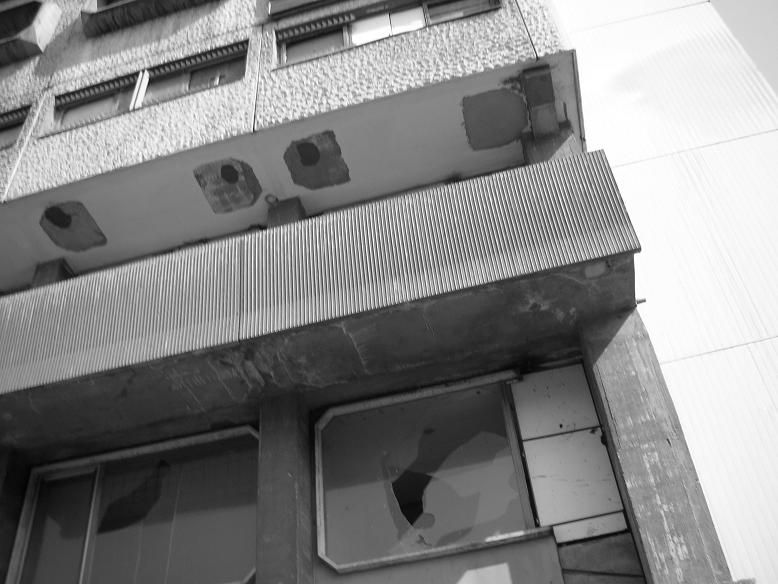
Közeli kép a leromlott állapotú toronyról
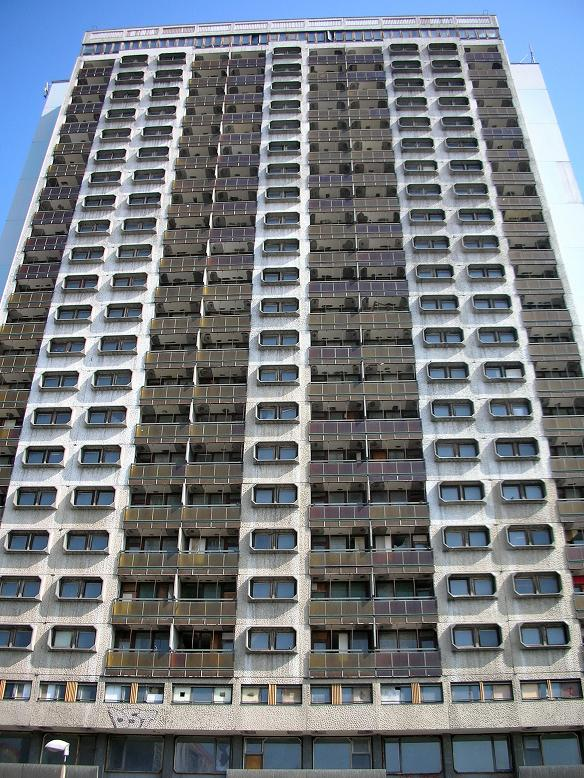
Nyugati homlokzat
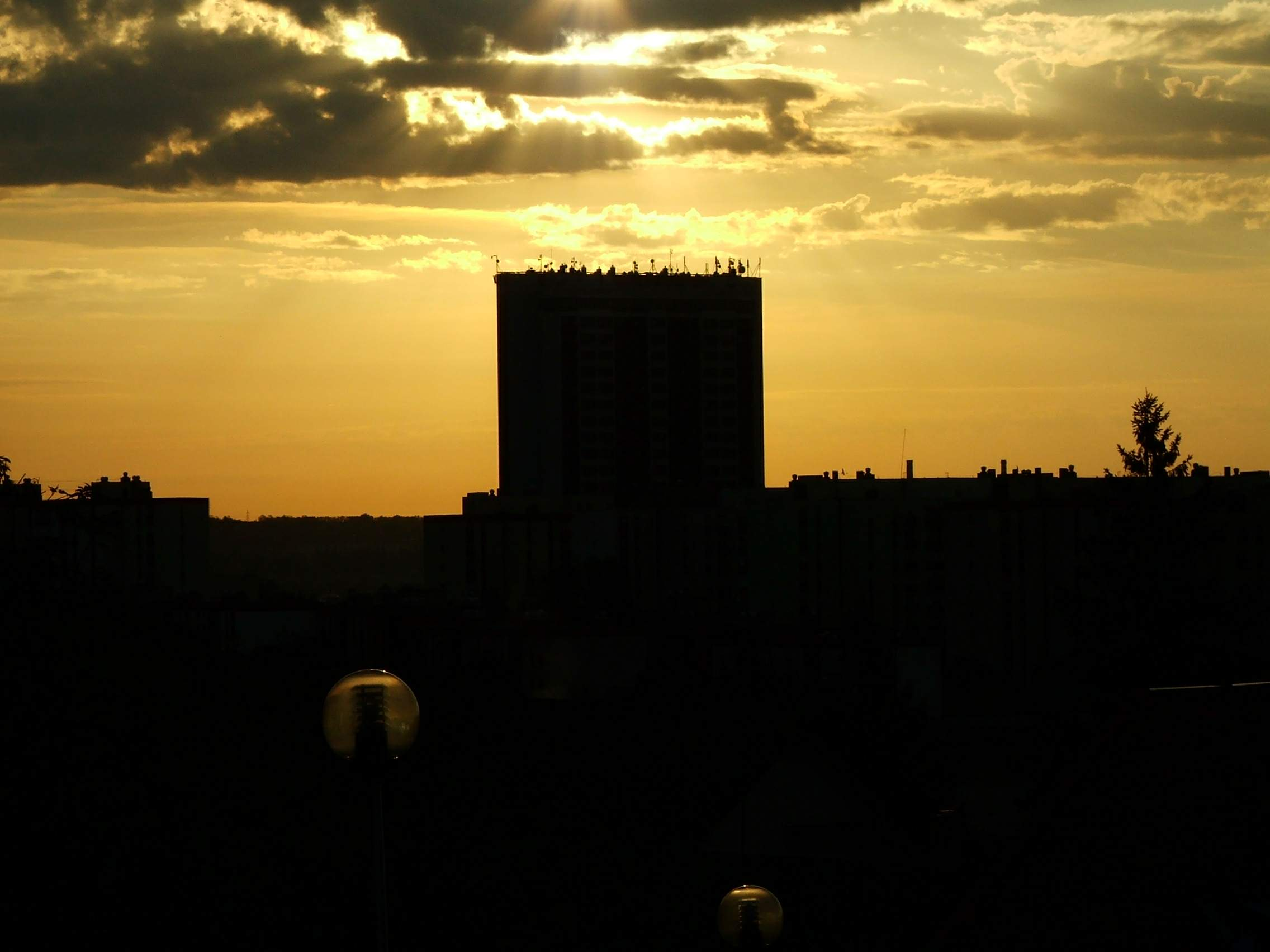
A torony sziluettje a naplementében
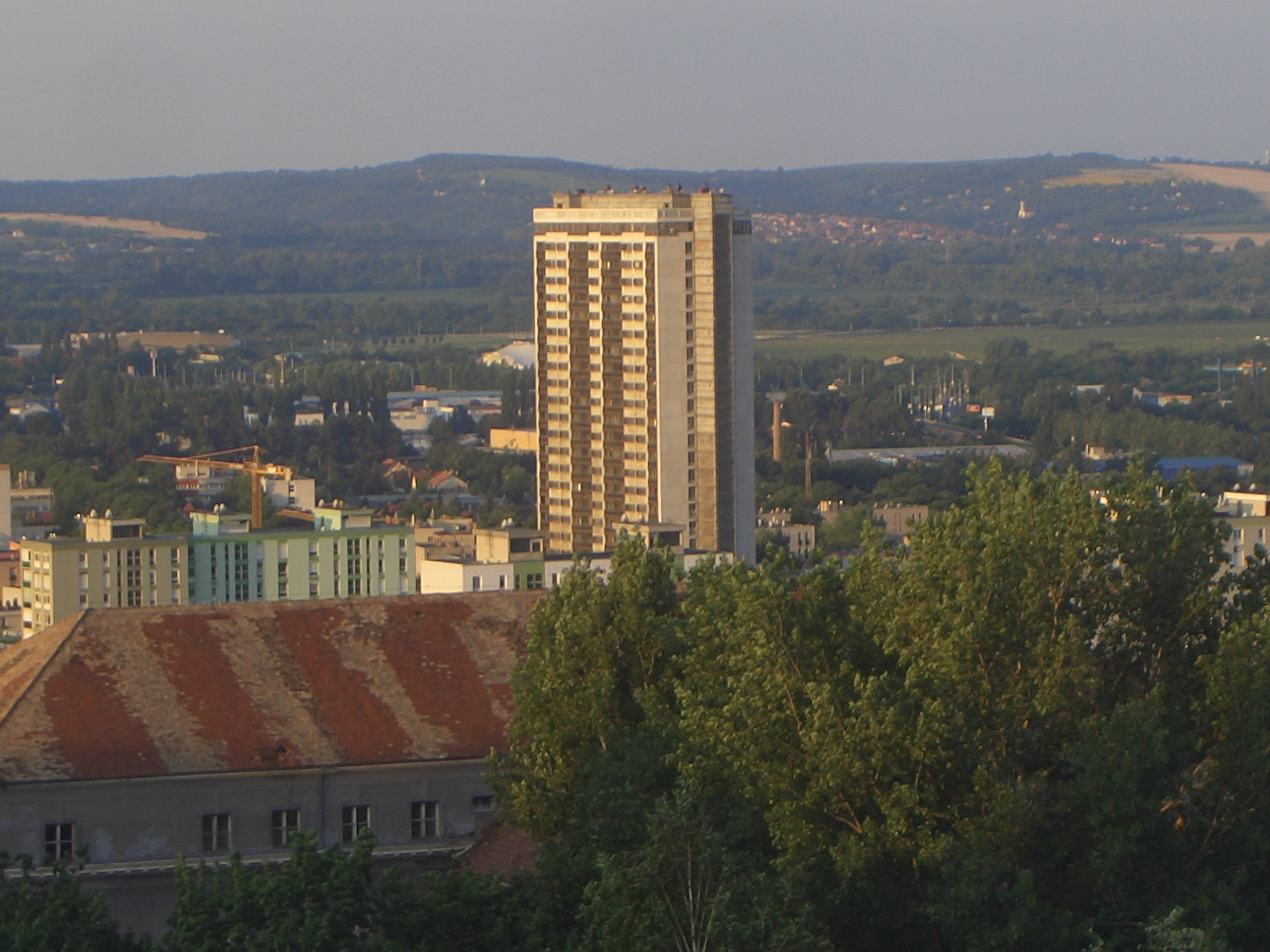
Egy vendéglőből nézve
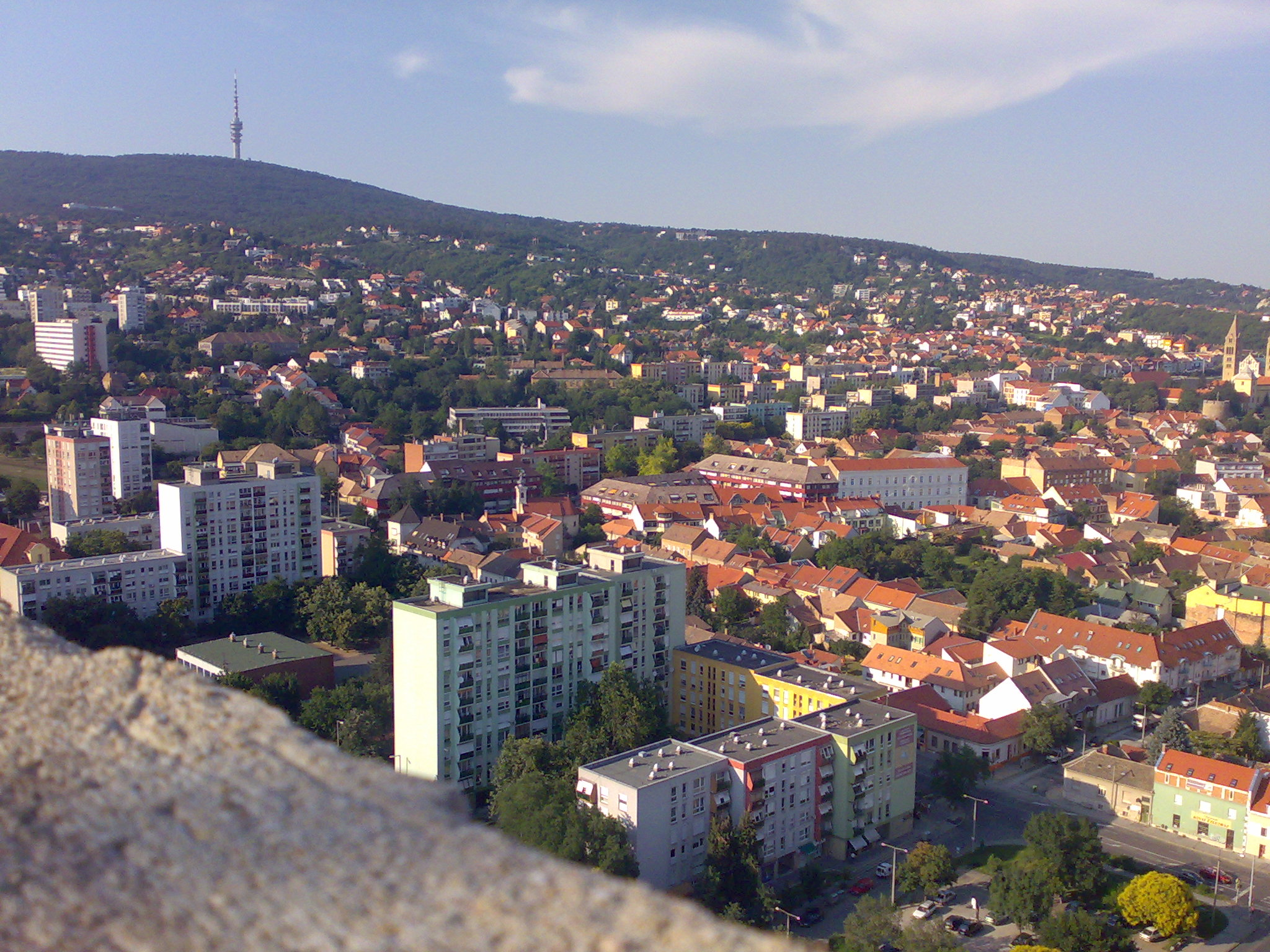
Kilátás a Mecsekoldalra

## Külső hivatkozások
- A Pécsi Magas Ház Építése. YouTube
- Tornyosuló problémák - Haladéktalanul meg kell kezdeni a Magasház felújítását - 1989. május – Pécsi-stúdió.blog.hu, 2014. szeptember 11.
- A pécsi 25 emeletes magasház megerősítése Archiválva 2007. szeptember 28-i dátummal a Wayback Machine-ben
- Pécs tehetetlen: tovább rohad Közép-Európa legmagasabb lakatlan háza – Hírszerző, 2008. január 24.
- A pécsi Magasház története képekben – Bama.hu, 2009. október 15.
- 20 éve lakatlan a pécsi Magasház! YouTube
- A STRABAG összefoglaló videója a lebontásról
- Az épület lebontásáról készült timelapse film. YouTube
- A város fénye lesz a Magasház (látványtervek!)
- A Magasház egykori kiüríttetője lebontatná Pécs „pokoli tornyát”
- K. Horváth Zsolt: A függőleges falu. Politikai technológia és közösségképződés a pécsi Magasházban, 1977-1989. Havasréti József, K. Horváth Zsolt, Szijártó Zsolt (szerk.), Budapest, Gondolat, 2011.
- https://madeinpecs.hu/lokal/memoriam-magashaz